# Tenanoa Kanono
Tenanoa Kanono – kiribatyjski polityk. 
Reprezentant okręgu Tarawa Północna. W latach 1979–1982, członek kiribatyjskiego parlamentu.